# Cuqueron
Cuqueron é uma comuna francesa na região administrativa da Nova Aquitânia, no departamento dos Pirenéus Atlânticos. Estende-se por uma área de 3,46 km². Em 2010 a comuna tinha 192 habitantes (densidade: 55,5 hab./km²).